# Miguel Mihura

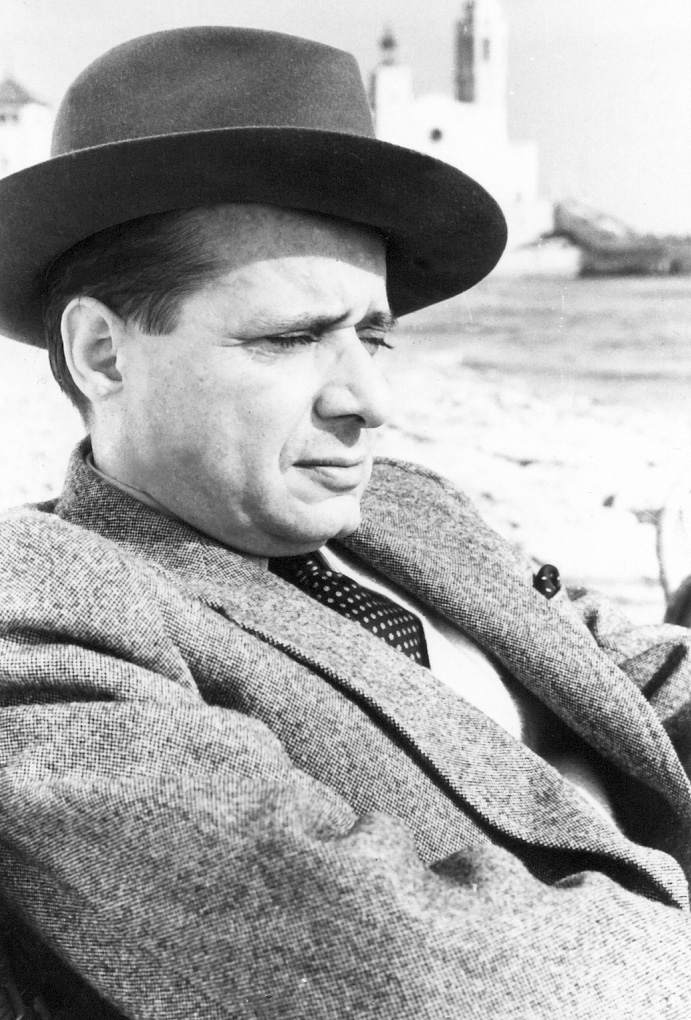
Miguel Mihura

Miguel Mihura Santos (* 21. Juli 1905 Madrid; † 28. Oktober 1977 ebenda) war ein spanischer Schriftsteller, der sich als Verfasser erfolgreicher Komödien, aber auch als Herausgeber satirischer Zeitschriften und Drehbuchschreiber betätigte. Er gilt als bedeutendster Vertreter des spanischsprachigen humoristischen Theaters des 20. Jahrhunderts.

## Leben
Miguel Mihura war Sohn des Schauspielers und Theaterproduzenten Miguel Mihura Álvarez. Er wuchs in Madrid auf, wo er die Schule ohne Abschluss verließ, um sich stattdessen als Zeichner für humoristische Zeitschriften zu betätigen. Er gründete später zwei satirische Zeitschriften: Während des Bürgerkriegs, den er auf Seite der „Nationalen“ verbrachte, La ametralladora (Das Maschinengewehr) und während der anschließenden Franco-Diktatur La Codorniz (Die Wachtel).

## Sein Werk
Sein erstes Bühnenwerk war Tres sombreros de copa (Drei Zylinderhüte, 1932), das seiner Zeit voraus war und erst Anfang der 1950er Jahre uraufgeführt wurde. In diesem Stück wird anhand eines kurzen amourösen Abenteuers eines Manns in der Nacht vor seiner Heirat die kleinkarierte Welt des Bürgertums mit der konventionsfreien, aber von finanziellen Zwängen geprägten Lebensweise der Künstlerwelt kontrastiert. Tres sombreros de copa gilt als eines der wichtigsten Werke des spanischen Theaters des 20. Jahrhunderts und als Vorläufer des absurden Theaters.
Die späteren Werke waren weitgehend Boulevardstücke. Er war am Drehbuch von Bienvenido, Mr. Marshall beteiligt, eines der erfolgreichsten spanischen Filme der 50er Jahre.

## Wichtige Werke
- Tres sombreros de copa (1932)
- Sublime decisión (1955)
- Mi adorado Juan (1956)
- Melocotón en almíbar (Der Engel mit dem Blumentopf, 1958)
- Maribel y la extraña familia (1959)
- Ninette y un señor de Murcia (1964)
- Sólo el amor y la luna traen fortuna; La Decente (1968).

## Verfilmungen
- Auf Engel schießt man nicht, (1960) Regie: Rolf Thiele nach dem Stück Der Engel mit dem Blumentopf

## Zusammenarbeit mit anderen Autoren
- ¡Viva lo imposible! (1939)
- Ni pobre ni rico, sino todo lo contrario (1943)
- El caso de la mujer asesinadita (1946)